# Нерцвайлер
Нерцвайлер (нем. Nerzweiler) — община в Германии, в земле Рейнланд-Пфальц. 
Входит в состав района Кузель. Подчиняется управлению Лаутереккен.  Население составляет 122 человека (на 31 декабря 2010 года). Занимает площадь 2,13 км².